# Antes de salir (noticiero)
Antes de salir, abreviado como ADS , es un noticiero argentino  emitido por Canal 3 de Rosario.
La intención del noticiero es repasar, principalmente, la actualidad local y regional y también las noticias nacionales e internacionales, tomadas de la señal Todo noticias y de los noticieros Agro Síntesis y Arriba argentinos, de El Trece. Además, continuamente se informa el estado y el pronóstico del tiempo y del tránsito y el funcionamiento de los servicios públicos, y cada media hora, se repasan los títulos.
El tema musical de la entrada del programa es "Felicidad", interpretada por Vicentico junto a Andrés Calamaro.

## Historia
Entre 2005 y 2009, se emitió una versión mixta del noticiero Arriba Argentinos, donde se emitían las principales noticias nacionales e internacionales (presentadas por el equipo periodístico porteño) y durante la tanda publicitaria nacional, las noticias locales y regionales (presentadas por Sergio Roulier). Por esto último, se solían emitir empezados los bloques del noticiero porteño.
A partir de la sanción de la Ley de Medios, en 2010 el canal decidió reemplazar al noticiero capitalino por una edición completamente local, denominada De siete a nueve. El equipo periodístico original estaba conformado por los conductores Sergio Roulier y Giselle Massoud, y el periodista especializado en deportes, Pablo Gavira.

## Actualidad
En 2011, primero Massoud en marzo (se fue a Telenoche) y luego Roulier en abril (pasó a coconducir De 12 a 14), dejaron la conducción del noticiero y fueron reemplazados por Ileana Luetic y Guillermo Brasca, respectivamente. Además, en la mitad del primer ciclo (2010), se sumó la periodista especializada en redes sociales y web, Fernanda Rubio.
El lunes 1 de agosto de 2011, cambió la escenografía, modificó el escritorio y mantuvo la música original, como el resto de los noticieros.